# Rdzeniomózgowie
Rdzeniomózgowie (łac. myelencephalon) – w anatomii człowieka część mózgowia utworzona przez rdzeń przedłużony, który ku górze łączy się z mostem, a ku dołowi przechodzi w rdzeń kręgowy. Granicą jest płaszczyzna przechodząca tuż powyżej miejsc wyjść z rdzenia kręgowego korzeni pierwszego nerwu rdzeniowego szyjnego lub inaczej płaszczyzna przechodząca przez dolny brzeg skrzyżowania piramid.